# Système de fonctions itérées
Pour les articles homonymes, voir IFS.

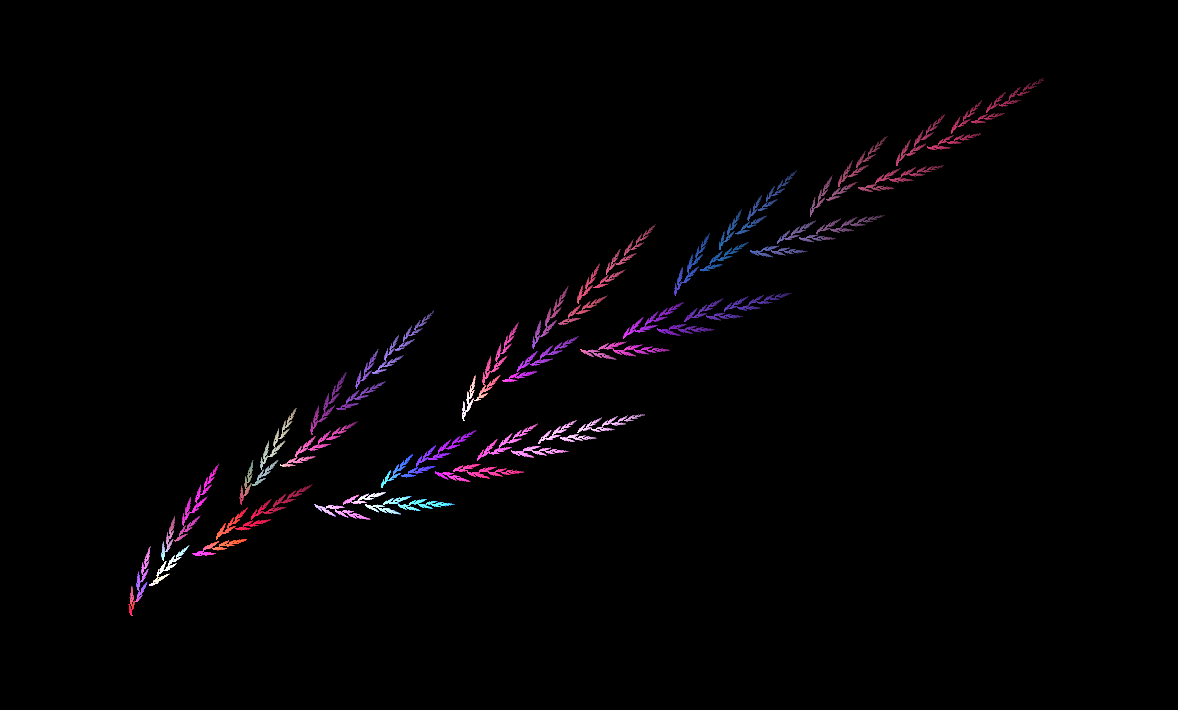
Attracteur de deux similitudes et.

En mathématiques, un système de fonctions itérées (SFI ou encore IFS, acronyme du terme anglais Iterated Function System) est un outil pour construire des fractales. Plus précisément, l'attracteur d'un système de fonctions itérées est une forme fractale autosimilaire faite de la réunion de copies d'elle-même, chaque copie étant obtenue en transformant l'une d'elles par une fonction du système.
La théorie a été formulée lors d'un séjour à l'université de Princeton par John Hutchinson en 1980. Michael Barnsley a démontré, avec le théorème du collage, que tout ensemble compact de points peut être approximé d'un SFI.

## Définition
Un SFI est une famille S de N fonctions contractantes {\displaystyle T_{i}:M\to M} dans un espace métrique complet M,.
On définit à partir des Ti une nouvelle fonction T, elle aussi contractante sur {\displaystyle ({\mathcal {H}}(M),h)}, l'ensemble des parties compactes de M muni de la distance de Hausdorff, par l'expression {\displaystyle T(A)=\bigcup _{i=1}^{N}T_{i}(A)}, appelée opérateur de Hutchinson de S.
{\displaystyle ({\mathcal {H}}(M),h)} est  un espace métrique complet.
Le théorème du point fixe de Banach assure l'existence et l'unicité d'un sous-ensemble F de M fixe par T.
F est appelé attracteur du SFI et noté |S|.
Remarques
- En pratique, on choisit un compact quelconque K, par exemple un point, et on considère la suite (K, T(K), T(T(K)), ...), autrement dit l'orbite de K[6]. Il est remarquable que cette suite converge alors, pour n'importe quel compact K, vers |S|. C'est de là que vient le terme d'itéré[7].
- La plupart des fonctions des SFI classiques sont des fonctions affines[8],[9],[7].
- On appelle flammes fractales des fractales obtenues par des fonctions non linéaires[10].

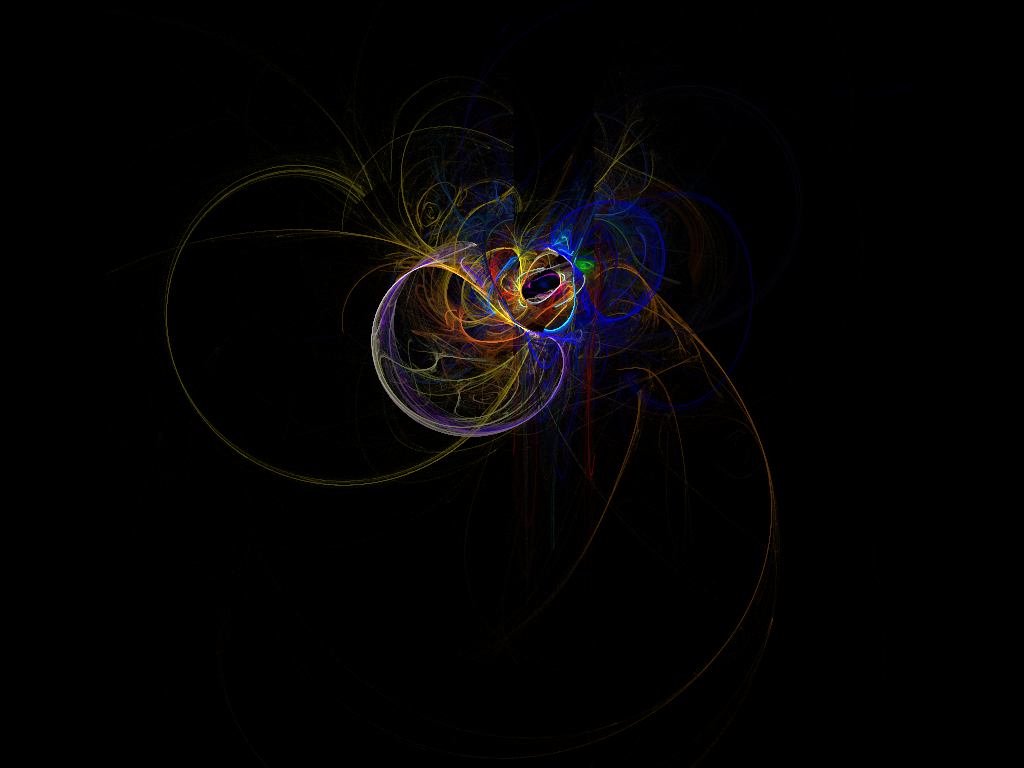
Flamme fractale.

## Exemple
Considérons les deux homothéties définies sur {\displaystyle {\mathbb {R}}} par {\displaystyle f_{1}(x)={\frac {x}{3}},f_{2}(x)={\frac {x+2}{3}}}. Les deux ont pour rapport {\displaystyle {\frac {1}{3}}}. La première a pour centre {\displaystyle 0} et la deuxième {\displaystyle 1}. {\displaystyle {\mathbb {K}}_{3}}, l'ensemble triadique de Cantor vérifie alors {\displaystyle {\mathbb {K}}_{3}=f_{1}({\mathbb {K}}_{3})\cup f_{2}({\mathbb {K}}_{3})}. La famille de contractions est ici {\displaystyle \{f_{1},f_{2}\}} et {\displaystyle {\mathbb {K}}_{3}} en est l'attracteur,.

## Caractère d’auto similarité

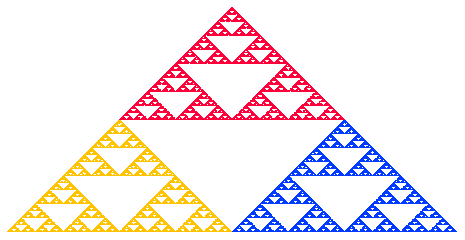
le triangle de Sierpinski, forme de fractale en triangle obtenu à partir d'un seul triangle.

En reprenant les notations précédentes, il doit être précisé que l'on applique le théorème du point fixe dans l'espace métrique complet K(ℝn) des compacts non vides de ℝn, muni de la distance de Hausdorff. Ainsi, F est lui-même un espace compact non vide de ℝn, c'est-à-dire un fermé borné. Il doit aussi être précisé en quoi F est une fractale. En réécrivant l'égalité T(F) = F, est obtenu : {\displaystyle F=\bigcup _{i=1}^{N}T_{i}(F)}. C'est l'égalité qui traduit l'intuition obtenue en observant bon nombre d'attracteurs de systèmes de fonctions itérées (la courbe de Lévy par exemple, l'ensemble de Cantor, le triangle de Sierpinski...). Le caractère d'autosimilarité est ici parfaitement définissable mathématiquement, et au moins exploitable dans le cadre restreint des attracteurs de systèmes de fonctions itérées. C'est celle choisie par John Hutchinson dès la première page de son article de 1980.

## Géométrie des attracteurs
Soit {\displaystyle {\mathcal {A}}:=|\{f_{1},f_{2}\}|} un attracteur, où les {\displaystyle f_{i}} sont injectives, et {\displaystyle K} un compact.
(i) On suppose que {\displaystyle f_{1}(K)\cup f_{2}(K)\subset K{\text{  et  }}f_{1}(K)\cap f_{2}(K)=\varnothing } . Alors {\displaystyle {\mathcal {A}}} est totalement discontinu.
(ii) On suppose que {\displaystyle f_{1}(K)\cup f_{2}(K)\subset K{\text{  et  }}f_{1}(K)\cap f_{2}(K)\neq \varnothing }. Alors {\displaystyle {\mathcal {A}}} est connexe.
Par exemple, l'ensemble triadique de Cantor est totalement discontinu.

## Dimension de la fractale
De la construction du SFI, on peut déduire la dimension de Hausdorff de la fractale finale : si l'application Ti est contractante de rapport ki, et que Ti(|S|) est disjoint de Tj(|S|), pour tous i, j ≤ N distincts, alors la dimension de S est le réel d vérifiant :{\displaystyle \sum _{i=1}^{N}k_{i}^{d}=1.}

## Une riche source de fractales
C'est en ces termes que Michael Barnsley explique l'intérêt du théorème suivant :
Théorème — Soit (Y,d) un espace métrique. Soit X un compact non vide de Y. Soit H(X) l'ensemble des compacts non vides de X. Soit f : X → Y continue et telle que X soit contenue dans f(X). Alors 
1. pour tout compact non vide B de X, f –1(B) est un compact non vide de X et l'on peut donc définir une application W : H(X) → H(X) par W(B) = f –1(B)
2. W possède un point fixe A donné par

On a aussi {\displaystyle A=\bigcap _{n\in \mathbb {N} }f^{-n}(X).}
Exemples
- Le cas f(z) = z2 fournit le disque unité.

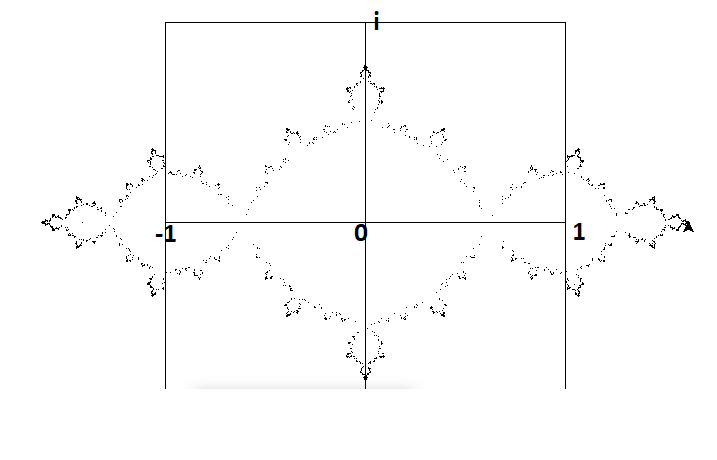
représentation de l'ensemble de Julia (c=-1) avec turtle(python)

- Le cas f(z) = z2 – 1 fournit l'ensemble de Julia associé, noté[16] J–1. On peut prendre pour X le carré de centre 0 et de côté 4.

- On a[14], de façon générale, {\displaystyle A=\left\{x\in X\mid \forall n=0,1,2...f^{n}(x)\in X\right\}}. Autrement dit, A est l'ensemble des points dont l'orbite ne s'échappe pas de X, où l'on appelle[6] orbite d'un point {\displaystyle x\in X} la suite (x, f(x), f2(x), ...).

## Exemples d'attracteurs classiques
- L'ensemble de Cantor

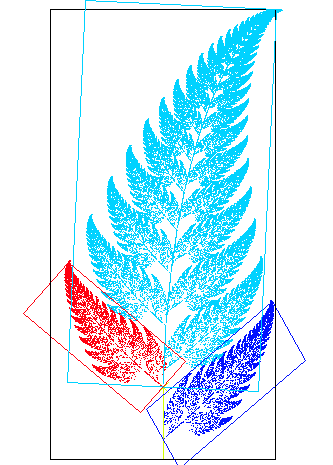
La fougère de Barnsley, élaborée par un système de quatre fonctions affines.

- Le tapis de Sierpiński, défini par 8 similitudes de rapports 1/3.
- La fougère de Barnsley, construite à partir de quatre contractions affines (rouge, bleu, cyan et vert sur l'illustration).
- La courbe de Takagi, attracteur d'une paire de contractions affines qui sont des composées de transvection avec une homothétie de rapport 1/2[17].
- La courbe de Koch et la courbe de Cesaro.
- L'escalier du diable[18]
- La courbe de Hilbert[19].
- La courbe de Lévy
- La courbe du dragon
- L'éponge de Menger
- Un arbre fractal[20]